# دیوید شوایتزر
دیوید شوایتزر (انگلیسی: David Schweitzer; ۱۸ ژوئیهٔ ۱۹۲۵ – ۱۷ اوت ۱۹۹۷) بازیکن و مربی فوتبال اهل اسرائیل بود.
از باشگاه‌هایی که در آن بازی کرده‌است می‌توان به باشگاه فوتبال هاپوئل تل آویو اشاره کرد.
وی همچنین در تیم ملی فوتبال اسرائیل بازی کرده‌است.